# 신중도당
신중도당 (新中道黨, 프랑스어: Nouveau Centre, 약칭 NC) 또는 유럽 사회자유당(프랑스어: Parti Social Libéral Européen, 약칭 PSLE)는 프랑스의 정당이다. 프랑수아 바이루의 민주운동 창당과 니콜라 사르코지 지지에 동의하지 않는 전 프랑스 민주연합 소속 당원들 - 프랑스 민주동맹 소속 하원의원 29명 중 18명도 참가하였다 - 에 의해 창당되었다.